# 天大将军十一
三角座δ（δ Tri、δ Trianguli或天大將軍十一）是一個位于三角座的雙星系統，約距離地球35光年。系統的主星是一顆黃矮星，其伴星被認爲是橙矮星。此系統被認爲是武仙座ζ移動星群的成員之一。

## 系統成員
三角座δA是一顆黃矮星，其質量比太陽要大。人們對它較小的伴星三角座δB的光譜特性還不是很了解，因爲兩顆星體實在互相公轉得太接近了，但人們認爲它是一顆橙矮星，光譜型是K4V。
三角座δ的兩顆恆星繞著他們的質量中心公轉。A星距離中心點約0.045 AU，B星則距離中心約0.065 AU。它們的軌道幾乎為正圓形，而公轉周期為10.02天。軌道的離心率只為0.012至0.020。在地球的角度來看，它們的軌道傾斜了157至167°。

## 鄰近星體
最接近三角座δ的恆星是紅矮星Gliese 3147（LP 245-10），它們相距大約1.8光年。而距離三角座δ最近的已確定行星系統是仙女座υ系統，它們相距約11光年。從三角座δ系統為觀測點能看到的最亮的星會是御夫座α（五車二），顔色為紅色，視星等為-1。太陽在那兒看起來就是一顆昏暗的星體，對比與鄰近的半人馬座β（馬腹一）和天狼星。

## 外部連結
- . SolStation.   [2008-06-22]. （原始内容存档于2021-02-12）.
- . U.S. Naval Observatory.   [2008-06-22]. （原始内容存档于2009-04-12）.